# Lactarius imbricatus
Lactarius imbricatus é um fungo que pertence ao gênero de cogumelos Lactarius na ordem Russulales. Encontrado na China, foi descrito cientificamente por M.X. Zhou e H.A. Wenem 2008.